# Myotis aelleni
Myotis aelleni är en fladdermusart som beskrevs av Baud 1979. Myotis aelleni ingår i släktet Myotis och familjen läderlappar. IUCN kategoriserar arten globalt som otillräckligt studerad. Inga underarter finns listade i Catalogue of Life. Artepitet i det vetenskapliga namnet hedrar zoologen Villy Aellen från Schweiz som var specialiserad på djur som vilar i grottor.
Arten är bara känd från en liten region i sydvästra Argentina. Kanske är taxonet bara ett synonym till Myotis chiloensis.